# Howard Fast
Howard Fast (Nova Iorque, 11 de novembro de 1914 — Greenwich, Connecticut, 12 de março de 2003) foi um escritor norte-americano.
Suas obras são marcadas em grande parte por sua origem judaica e intensa militância política. Durante o macarthismo, percorreu os Estados Unidos participando de movimentos sindicais e antifascistas. Em 1950, foi obrigado a cumprir três meses de prisão por recusar-se a fornecer ao Comitê de Atividades Antiamericanas dos Estados Unidos os nomes dos contribuintes de um hospital destinado a atender refugiados e feridos da Guerra Civil Espanhola. Spartacus, sua obra mais famosa, começou a ser escrita na prisão, e em 1951 foi publicada a primeira edição, financiada pelo próprio autor. Em sua extensa obra devem ser também incluídos os romances policiais que escreveu sob o pseudônimo de E.V. Cunningham.

## Família
Sua mãe Karen era uma imigrante inglesa e seu pai filho de imigrantes ucranianos. Sua mãe morreu em 1923.

## Obras

### Não Ficção
- The Incredible Tito[1] New York, Magazine House (1944)
- Never to forget, the battle of the Warsaw Ghetto com William Gropper, New York?, Book League of Jewish Peoples Fraternal Order, I.W.O., 1946
- May Day, 1947 New York, United May Day Committee, 1947
- Intellectuals in the fight for peace[2] New York : Masses & Mainstream (1949)
- Spain and peace[3] New York, Joint Anti-Fascist Refugee Committee (1951)
- Peekskill USA: a personal experience, New York, Civil Rights Congress, 1951
- Jews – Story of People (1982) ISBN 0-440-34444-1

### Autobiografia
- Being Red, Boston, Houghton Mifflin (1990)
- The Naked God: The Writer and the Communist Party (1957)

### Romances
- Two Valleys (1933)
- Strange Yesterday (1934)
- Place in the City (1937)
- Conceived in Liberty; um romance de Valley Forge (1939)
- The Last Frontier (novel) (1941)
- Haym Solomon: Son of Liberty (romance) (1941)
- The Unvanquished (1942)
- Citizen Tom Paine (1943)
- Freedom Road (1944), adaptado como Freedom Road
- The American: A Middle Western Legend (1946)
- Clarkton (1947)
- The Children (1947)
- My Glorious Brothers (1948)
- The Proud and the Free (1950)
- Spartacus (1951) ISBN 1-56324-599-X, adaptado como Spartacus (film) e Spartacus (miniseries)
- Fallen Angel (1952) (escrito como Walter Ericson), adaptado como Mirage
- Tony and the Wonderful Door (1952)
- A Paixão de Sacco e Vanzetti - no original The Passion of Sacco and Vanzetti, a New England legend[4] (1953)
- Silas Timberman[5] (1954)
- The Story of Lola Gregg (1956)
- Moses, Prince of Egypt (1958)
- The Winston Affair (1959), adaptado como Man in the Middle
- The Golden River (1960)
- Sylvia (1960) (o seu primeiro romance publicado sob o pseudónimo de E. V. Cunningham)
- April Morning (1961)
- Power (1962)
- Agrippa's Daughter (1964)
- Lydia (1964) (como E. V. Cunningham)
- Helen (1966) (como E. V. Cunningham)
- Torquemada (1966)
- Penelope (1966), adaptado de Penelope (film)
- Sally (1967) (como E. V. Cunningham)
- The Crossing (1971), adaptado como The Crossing (film)
- The Hessian (1972)
- The Immigrants (1977)
- Second Generation (1978)
- The Establishment (1979)
- The Legacy (1981)
- Max (1982)
- The Outsider (1984)
- The Immigrant's Daughter (1985)
- The Dinner Party (1987)
- The Pledge (1988)
- The Confession of Joe Cullen (1989)
- The Trial of Abigail Goodman (1993)
- Seven Days in June (1994)
- The Bridge Builder's Story (1995)
- An Independent Woman (1997)
- Redemption (1999)
- Greenwich (2000) ISBN 0-15-100620-2
- Bunker Hill (2001)

### The Masao Masuto Mysteries (como E.V. Cunningham)
- Samantha (1967) posteriormente publicado como The Case of the Angry Actress (1984)
- The Case of the One-Penny Orange (1977)
- The Case of the Russian Diplomat (1978)
- The Case of the Poisoned Eclairs (1979)
- The Case of the Sliding Pool (1981)
- The Case of the Kidnapped Angel (1982)
- The Case of the Murdered Mackenzie (1984)

### Colectâneas de contos
- Departure and Other Stories (1938)
- Rachel (1941), adaptado como Rachel and the Stranger
- The First Men (1960)
- The Large Ant (1960)
- The Edge of Tomorrow (1961) (ficção científica)
- The Hunter and the Trap (1967)
- The General Zapped an Angel (1970)
- A Touch of Infinity (1973)
- Time and the Riddle: 31 Zen Stories (1975)

### Ensaios e artigos
- "May Day"[6] (1951)

1. ↑  http://books.google.com/books?id=Xto4AAAAIAAJ&
2. ↑  https://archive.org/details/IntellectualsInTheFightForPeace
3. ↑  https://archive.org/details/SpainAndPeace
4. ↑  http://catalog.hathitrust.org/Record/000389011
5. ↑  http://catalog.hathitrust.org/Record/001028497
6. ↑  http://trotsky.org/subject/mayday/articles/fast.html